# روئینگ در المپیک تابستانی ۱۹۶۴
رویینگ در بازی‌های المپیک تابستانی ۱۹۶۴ نام رویداد ورزش رویینگ در بازی‌های المپیک تابستانی بود که در سال ۱۹۶۴ برگزار شد.

## جدول مدال‌ها
| رتبه  | کشور                      | طلا | نقره | برنز | مجموع |
| ۱     | ایالات متحده آمریکا (USA) | ۲   | ۱    | ۱    | ۴     |
| ۲     | اتحاد شوروی (URS)         | ۲   | ۰    | ۰    | ۲     |
| ۳     | تیم متحد آلمان (EUA)      | ۱   | ۲    | ۱    | ۴     |
| ۴     | کانادا (CAN)              | ۱   | ۰    | ۰    | ۱     |
| ۴     | دانمارک (DEN)             | ۱   | ۰    | ۰    | ۱     |
| ۶     | هلند (NED)                | ۰   | ۱    | ۲    | ۳     |
| ۷     | فرانسه (FRA)              | ۰   | ۱    | ۰    | ۱     |
| ۷     | بریتانیای کبیر (GBR)      | ۰   | ۱    | ۰    | ۱     |
| ۷     | ایتالیا (ITA)             | ۰   | ۱    | ۰    | ۱     |
| ۱۰    | چکسلواکی (TCH)            | ۰   | ۰    | ۲    | ۲     |
| ۱۱    | سوئیس (SUI)               | ۰   | ۰    | ۱    | ۱     |
|       |                           |     |      |      |       |
| مجموع | مجموع                     | ۷   | ۷    | ۷    | ۲۱    |